# Macinhata da Seixa
Macinhata da Seixa ist ein Ort und eine ehemalige Gemeinde (Freguesia) im portugiesischen Kreis Oliveira de Azeméis. Die Gemeinde hatte 1399 Einwohner (Stand 30. Juni 2011).
Am 29. September 2013 wurden die Gemeinden Macinhata da Seixa, Madail, Oliveira de Azeméis, Santiago de Riba-Ul und Ul zur neuen Gemeinde União das Freguesias de Oliveira de Azeméis, Santiago de Riba-Ul, Ul, Macinhata da Seixa e Madail zusammengeschlossen.